# Alexandre Olès

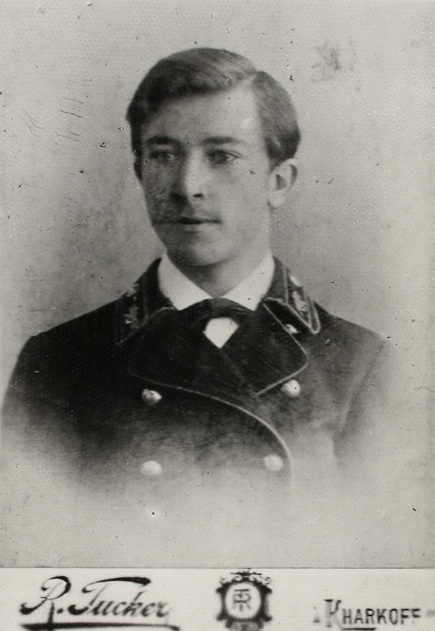
Alexandre Olès étudiant à Kharkiv.

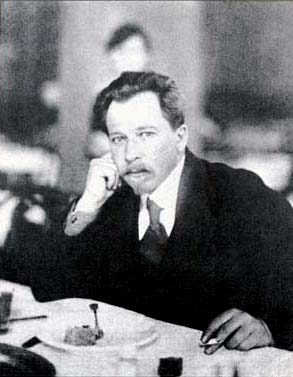
Alexandre Olès/Oleksandr Oles.

Alexandre Ivanovitch Kandiba en ukrainien : Олекса́ндр Іва́нович Канди́ба, né le 23 novembre 1878 à Khoutor (aujourd'hui Bilopillia situé dans l'oblast de Soumy) et mort en déportation le 22 juillet 1944 à Prague, (Protectorat de Bohême-Moravie)n est un écrivain, poète, dramaturge et diplomate ukrainien, représentant du Symbolisme. Il a publié ses écrits sous le pseudonyme d'Alexandre Olès ou Oleksandr Oles. Il était le père du poète et homme politique Oleh Oljytch.

## Biographie
Alexandre Ivanovitch Kandiba est né en 1878 dans le village de Khoutor dans la province de Kharkiv. Il a étudié à l'école d'agriculture de Kharkiv, puis à l'institut vétérinaire de Kharkiv. Il est l'un des descendants de la famille cosaque ukrainienne de Kandiba. Son père travaillait dans la pêche sur la Volga et s'est accidentellement noyé dans le fleuve alors qu'Alexandre n'avait que 14 ans. Sa mère, ses deux sœurs et son grand-père, qui vivaient dans le village étaient sa famille immédiate.
Il a fait ses études primaires dans l'école rurale. En 1893, à l'âge de 15 ans, il entre dans une école agricole dans la ville de Derhatchi près de Kharkiv. Là, Alexandre a participé à la publication des magazines manuscrits "Comète" et "Primevère", dans lesquels apparaissent ses premiers poèmes.
Il est devenu étudiant au département agronomique de l'Institut polytechnique de Kiev, mais bientôt il a été contraint de partir en raison de difficultés financières. Il a alors travaillé sur le domaine d'un industriel en tant que stagiaire.
En 1903, Alexandre Olès réussit l'examen de latin et entra à l'Institut vétérinaire de Kharkiv. Pendant ses études à l'institut, il gagnait également sa vie comme statisticien dans le zemstvo.
En 1907, il épouse Vira Svadkovska. Ils ont eu un fils qui est devenu un célèbre poète ukrainien Oleh Oljytch.
En 1908, il participe au Club ukrainien, cercle d'intellectuels et artistes ukrainien.
À partir d'octobre 1909, il travailla comme vétérinaire à Kiev, parallèlement à partir de 1911, il collabora à la rédaction du Bulletin littéraire-scientifique et à la maison d'édition Lan. 
En 1919, il part pour Budapest comme attaché culturel à l'ambassade de la République populaire ukrainienne en Hongrie.
À partir de 1920, il vécut à Vienne, où il dirigea l'Union des journalistes ukrainiens et édita le magazine "À la cassure". 
En 1924, il s'installa à Prague en Tchécoslovaquie. La correspondance entre Alexandre Olès et son fils Oleh Oljytch témoigne d'une relation familiale chaleureuse et tendre, une attention parentale pour l'éducation, les loisirs et les intérêts professionnels de son fils.
Les dernières années d'Alexandre Olès ont été difficiles. Adolf Hitler a démembré la Tchécoslovaquie où vivait le poète. En septembre 1939, la Seconde Guerre mondiale éclate. Les pensées anxieuses sur le fils d'Oleg, un participant actif au mouvement de la Résistance, ne quittent pas le poète. À l'automne 1941, le jeune homme s'est rendu à Kiev, rêvant de restaurer l'État ukrainien. Cette lutte fut inégale. En juin 1944, les nazis capturèrent Oleh Oljytch et le torturèrent dans le camp de concentration de Sachsenhausen. Ainsi, la vie du célèbre scientifique-archéologue et poète talentueux s'est terminée prématurément.
Alexandre Olès est décédé à Prague le 22 juillet 1944, peu de temps après avoir appris la mort de son fils. Il a été enterré au cimetière Olchansky à Prague. Le 13 janvier 2017, les autorités tchèques ont autorisé le transfert vers l'Ukraine des restes exhumés de l'écrivain ukrainien. Le 29 janvier 2017, les cendres d'Alexandre Olès et de sa femme Vira ont été inhumées au cimetière de Loukianivka à Kiev. 